# Mate. Feed. Kill. Repeat.
A Mate. Feed. Kill. Repeat. a Slipknot első lemeze. Saját pénzből, saját erőből hozták össze, és a Des Moines-i SR Audio stúdióban vették fel. Mindössze 1000 darabot gyártottak belőle, és a csapat csak hat tagból állt akkor (Anders Colsefini énekes/perkás, Paul Gray basszusgitáros, Joey Jordison dobos, Shawn „Clown” Crahan perkás, Donald Steele gitáros, Josh Brainard gitáros). Jóllehet Craig Jones és Mick Thomson később érkezett, a bookletben található fényképeken ők is láthatóak. Az albumot csak Iowa államon belül lehetett kapni és manapság használtan vagy másolva lehet hozzájutni.
Ez a lemez eléggé kísérletezős, furcsa stílusú lett. A későbbi, Slipknot névre hallgató valódi debütáló album számai közül párat megtalálhatunk itt is (Only One, Tattered And Torn, valamint a (sic) számok korábbi változatait, a Slipknotot), sőt az Iowa album dalai közül is kettőnek az előző kiadása (Gently, valamint a Killers Are Quiet, ami az Iowa című szám előző verziója volt). Nagyon sok zenei stílust fel lehet rajta fedezni. Többek között ipari metal, disco, jazz és rap elemekkel lett teletömve (főként Paul ötlete volt, rajong a funky-ért), ez pedig eléggé szétesővé, nehezen befogadhatóvá teszi a MFKR-t. Inkább érdekesség mint valóban hallgatható stúdióalbum. Itt még keresték saját hangjukat, kipróbálták, mire képesek, több-kevesebb sikerrel.

## Számcímek
1. Slipknot
2. Gently
3. Do Nothing/Bitchslap
4. Only One
5. Tattered and Torn
6. Confessions
7. Some Feel
8. Killers Are Quiet
9. Dogfish Rising

## Közreműködők

###### Slipknot
- Anders Colsefini – ének
- Josh Brainard – gitár
- Donald Steele – gitár
- Paul Gray – basszusgitár
- Joey Jordison – dobok
- Shawn „Clown” Crahan – ütőhangszerek

###### Produkció
- Sean McMahon – producer, keverés, masterelés
- Mike Lawyer – masterelés
- Stefan Seskis – fotográfia